# Ruslán Samitov
Ruslán Samitov (en ruso: Руслан Самитов; Kazán, 11 de julio de 1991) es un deportista ruso que compite en bobsleigh y, anteriormente, en atletismo.
Ganó una medalla de plata en el Campeonato Europeo de Atletismo en Pista Cubierta de 2021, en la prueba de triple salto. Por otra parte, obtuvo una medalla de bronce en el Campeonato Europeo de Bobsleigh de 2021, en la modalidad cuádruple.

## Palmarés internacional
| Campeonato Europeo en Pista Cubierta | Campeonato Europeo en Pista Cubierta | Campeonato Europeo en Pista Cubierta | Campeonato Europeo en Pista Cubierta |
| Año                                  | Lugar                                | Medalla                              | Prueba                               |
| ------------------------------------ | ------------------------------------ | ------------------------------------ | ------------------------------------ |
| 2013                                 | Gotemburgo (Suecia)                  | Medalla de plata                     | Triple salto                         |

| Campeonato Europeo | Campeonato Europeo    | Campeonato Europeo | Campeonato Europeo |
| Año                | Lugar                 | Medalla            | Prueba             |
| ------------------ | --------------------- | ------------------ | ------------------ |
| 2021               | Winterberg (Alemania) | Medalla de bronce  | Cuádruple          |